# Caryedon sudanensis
Caryedon sudanensis là một loài bọ cánh cứng trong họ Bruchidae. Loài này được Southgate miêu tả khoa học năm 1971.